# Topolovec, Šmarje pri Jelšah
Topolovec este o localitate din comuna Šmarje pri Jelšah, Slovenia, cu o populație de 23 de locuitori.